# Rastislav (Mähren)
Rastislav (auch Rastiz, Rostislav, † nach 870 in Baiern) aus der mährischen Herrscherdynastie der Mojmiriden, war von 846 bis 870 der Fürst (dux) von Mähren. In zeitgenössischen Quellen wird er auch als Kleinkönig (regulus) und unikat als König (rex) tituliert.
Ursprünglich vom ostfränkischen König Ludwig dem Deutschen als mährischer Vasallenfürst eingesetzt, begann Rastislav seit den 850er Jahren unter Nutzung der innerfränkischen Konflikte mit einer konsequenten Unabhängigkeitspolitik gegenüber dem Ostfrankenreich. In der Folge stieg er zu einem weitgehend selbstständigen Herrscher von europäischer Bedeutung auf. Zur Stärkung der mährischen Unabhängigkeit strebte er die Schaffung eines eigenen, vom baierischen Klerus unabhängigen mährischen Erzbistums an. Im Jahr 863 kamen auf Rastislavs Initiative die byzantinischen Gelehrten Konstantin (Kyrill) und Method nach Mähren, die eine mährische Kirchenorganisation mit slawischer Kirchensprache aufbauten. Im Jahr 870 folgte schließlich die Gründung eines mährisch-pannonischen Erzbistums durch Papst Hadrian II., der Method als dessen Erzbischof ernannte.
Nachdem Rastislav im selben Jahr von seinem Neffen und Mitregenten Svatopluk I. gestürzt und an die Ostfranken ausgeliefert wurde, ließ Ludwig der Deutsche ihn nach einem Prozess blenden und in ein bayerisches Kloster sperren, in dem Rastislav zu einem unbekannten Zeitpunkt starb. Im Jahr 1994 wurde Rastislav von der Tschechisch-Slowakisch-Orthodoxen Kirche heiliggesprochen, daher wird er in der Slowakei und Tschechien auch Heiliger Rastislav (slowakisch: Svätý Rastislav, tschechisch: Svatý Rostislav) genannt.

## Werdegang und Herrschaftsantritt
Rastislav war ein Neffe des mährischen Fürsten Mojmir I. (um 830–846). Über sein Leben vor 846 ist nichts bekannt, es ist jedoch denkbar, dass er zuvor als Geisel für Mojmir I. am Hof des ostfränkischen Königs Ludwigs des Deutschen fungierte. Einer anderen These zufolge war Rastislav vor 846 mährischer Teilfürst von Nitra. Laut den unbelegten späteren Überlieferungen von Tomáš Pešina z Čechorodu soll Rastislav der Sohn eines gewissen Boso gewesen sein. Pešina gibt auch an, dass Rastislav einen Bruder namens Bogislav und eine dalmatische Fürstin namens Miloslava als Ehefrau gehabt haben soll.
Mitte August 846 zog Ludwig der Deutsche mit einem Heer gegen die Mährer und setzte Rastislav als neuen Vasallenherrscher ein, von welchem er sich Loyalität, eine große Menge Geiseln und jährliche Tributzahlungen erwartete. Die genauen Hintergründe für die bayerische Invasion in Mähren – ob es nun eine Rebellion Mojmirs gegeben hatte oder Unruhen bei Nachfolgestreitigkeiten nach Mojmirs Tod oder ob der Zug der Ostfranken schlicht machtpolitische Absichten verfolgte – sind unter Historikern umstritten. Ludwigs Vertrauen in Rastislav schien zunächst gut begründet, da für die nächsten 8 Jahre keine Berichte über eine mährische Rebellion auftauchen.

## Fürst der Mährer (846–870)

### Konsolidierung der Herrschaft

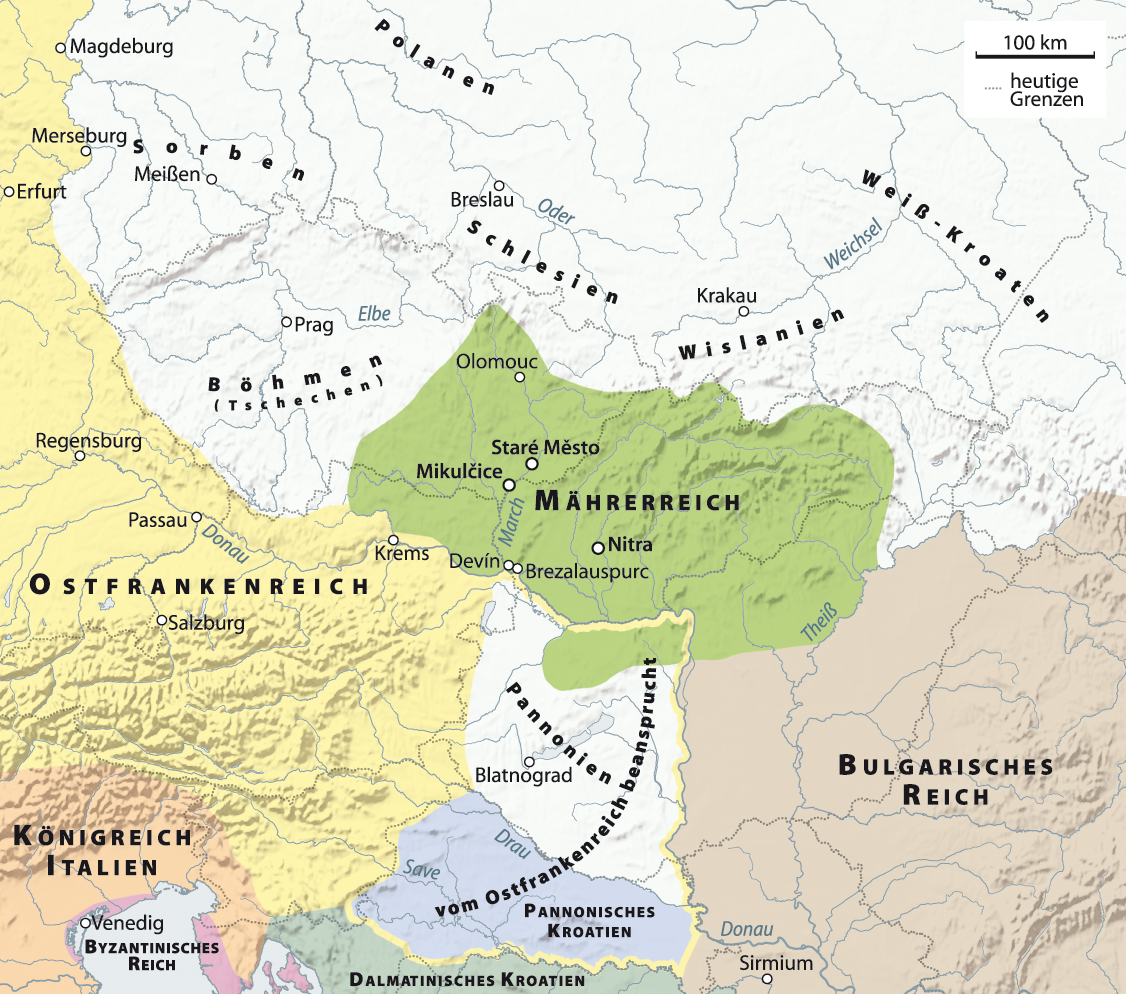
Ungefähre Grenzen Mährens unter Fürst Rastislav.

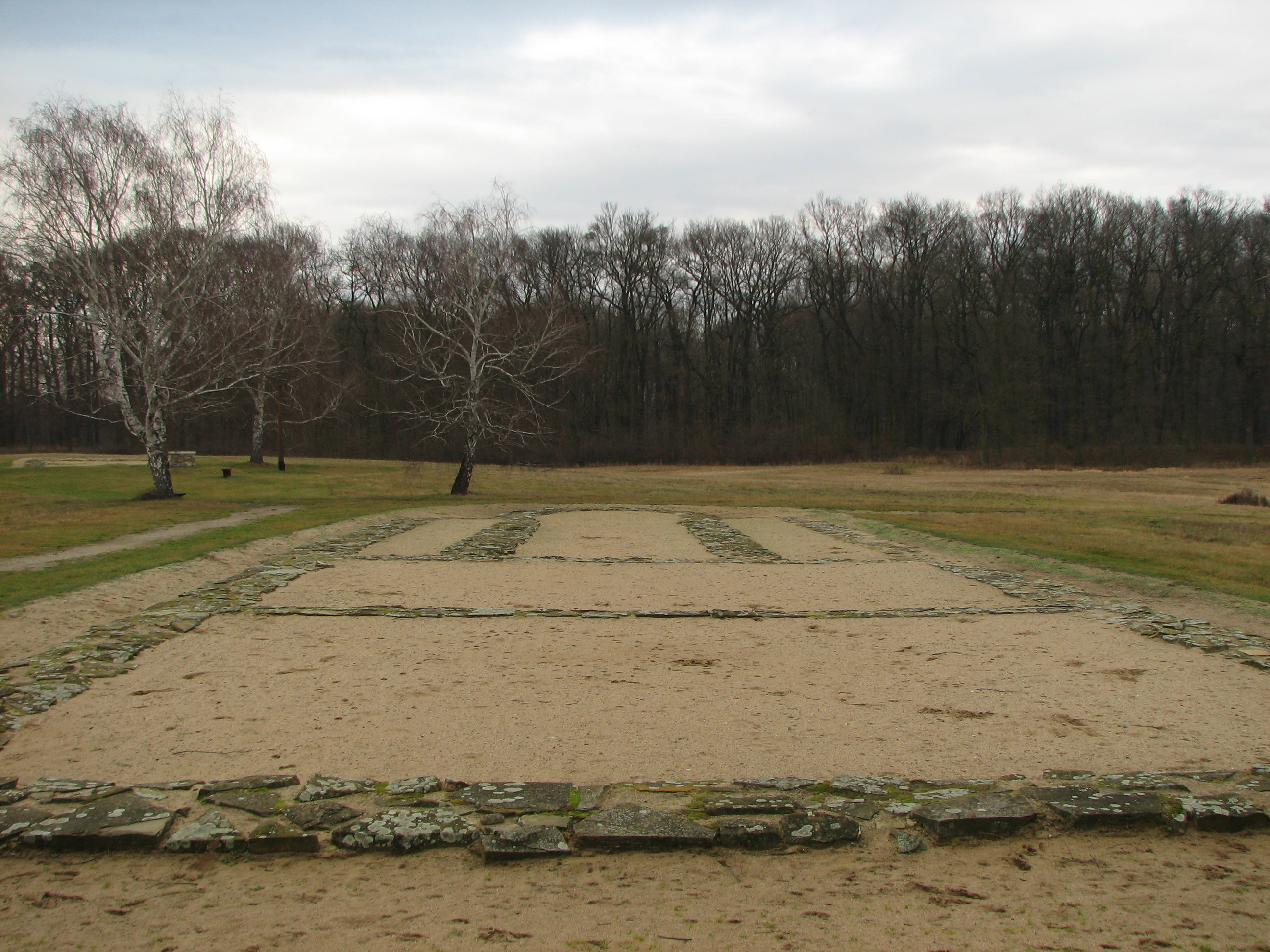
Fragmente der Burganlage Valy bei Mikulčice, die oft als der Sitz des mährischen Herrschers identifiziert wird.

Nachdem Ludwig der Deutsche ihn 846 als seinen Vasallen installiert hatte, fühlte sich Rastislav ab den frühen 850er Jahren sicher genug, um die fränkische Vorherrschaft anzufechten. Für die noch folgende Zeit seiner Herrschaft verbündete sich Rastislav politisch wiederholt mit Widersachern Ludwigs. Im Jahr 852 gewährte er einem gewissen Albgis in Mähren Exil, der zuvor von Ludwig dem Deutschen wegen Ehebruch verbannt worden war. Im Jahr 853 unternahmen die Bulgaren zusammen mit „Slawen“ einen Plünderungszug ins Ostfrankenreich, an dem sich offenbar auch die Mährer beteiligten. Ein Jahr später, 854, unterstützte Rastislav die Rebellion des Präfekten des bairischen Ostlandes, Ratpot, gegen Ludwig den Deutschen. Bis zum Jahr 855 gliederte Rastislav außerdem auch das Gebiet zwischen Dyje und Donau sowie Territorien der Ostslowakei seinem Staat an, wo in dieser Zeit mährische Festungen entstanden.
Nach der Absetzung von Ratpot übernahm Ludwig persönlich die Kontrolle über das baierische Ostland und begann 855 seine zweite Invasion in Mähren, um den rebellischen Rastislav zu unterwerfen. Der Feldzug misslang jedoch aufgrund eines ungewöhnlichen Burgwallsystems der Mährer, die in den Annales Fuldenses als mährische „civitates e castella“ bezeichnet werden. Moderne archäologische Ausgrabungen bestätigen, dass das Mähren des 9. Jahrhunderts über mehr als 30 befestigte Zentren verfügte. Diese reichten von kleineren Festungen zum Schutz der mährischen Grenzen bis hin zu großen, zentralgelegenen befestigten Städten. Die größte und am besten ausgebaute mährische Festung wurde bei Mikulčice an der March ausgegraben. Da Ludwig Rastislav nicht unterwerfen konnte, zog er sich mit seinem Heer plündernd aus Mähren zurück. Dabei führten die Mährer einen Gegenangriff, überquerten die Donau und plünderten ebenfalls mehrere grenznahe baierische Städte.

### Souveräner Herrscher
Historiker gehen davon aus, dass Rastislav nach 855 de facto ein souveräner Herrscher war, da zumindest die westfränkischen Annalen von St. Bertin ihn als „König“ zu bezeichnen begannen und Rastislav somit als Herrscher eines faktisch selbstständigen Staates ansahen. Aufgrund seiner Niederlage in Mähren sah sich Ludwig gezwungen, die Kontrolle über das baierische Ostland 856 an seinen Sohn Karlmann zu übertragen. Laut den Aufzeichnungen von Johannes Aventinus folgten in den Jahren 856 und 857 ergebnislose Kämpfe zwischen Karlmann und den Mährern. Außerdem gewährte Rastislav dem böhmischen Fürsten Sclavitag Zuflucht, der zuvor erfolglos gegen die Franken rebelliert hatte. Im Jahr 858 schlossen jedoch Karlmann und Rastislav Frieden miteinander und verbündeten sich gegen König Ludwig den Deutschen. Karlmann begann nun mit der systematische Absetzung und Vertreibung aller Fürsten in den östlichen Gebieten und ersetzte sie durch seine eigenen Getreuen. Im Jahr 860 lehnte sich Karlmann offen gegen seinen Vater auf, als er zusätzlich zu seinen Gebieten auch die Hälfte Bayerns forderte. Mit der Unterstützung durch Rastislavs Krieger gelang es ihm in der Folge, auch Bayern bis zum Fluss Inn zu besetzen. Im Gegenzug dafür entzog Karlmann dem pannonischen Fürsten Pribina seinen Schutz, der dann im Kampf gegen die Mährer starb. Rastislav war am Höhepunkt seiner Macht angelangt und zu einer bedeutenden politischen Figur in Europa aufgestiegen.

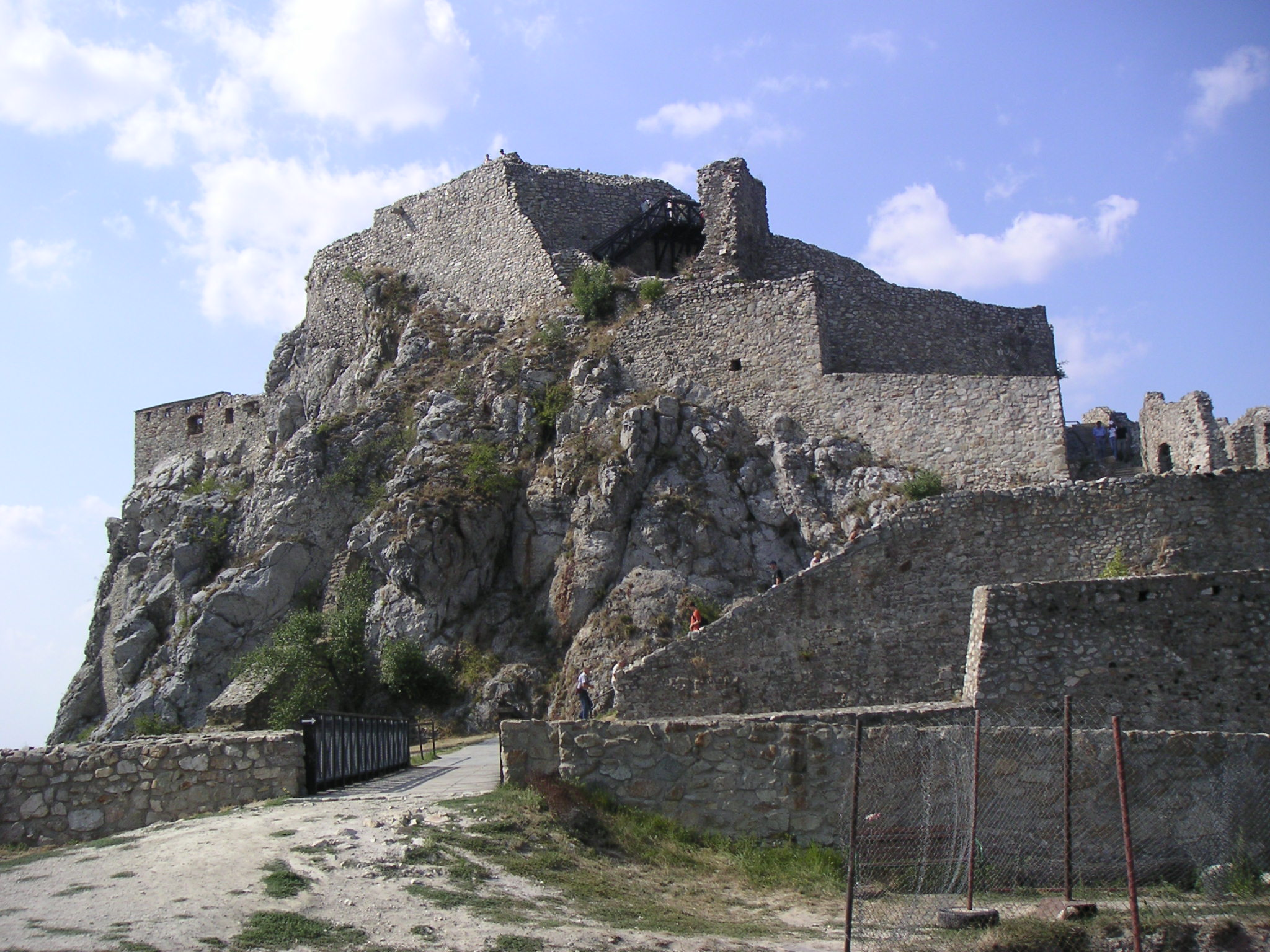
Der 864 in den Annalen von Fulda erwähnte Ort „dowina“ wird oft mit der Burg Devín in der heutigen Slowakei identifiziert.

Um die Unabhängigkeit Mährens auch auf kirchlicher Ebene durchzusetzen, wandte sich Rastislav an den Papst in Rom und bat ihn um einen eigenen Bischof, um so die mährische Kirche der Kontrolle der ostfränkischen Kirche zu entziehen. Nachdem der Papst dies mit Rücksicht auf die Franken abgelehnt hatte, schickte Rastislav 862 ein Ersuchen an den byzantinischen Kaiser Michael III. mit der Bitte, Gelehrte und einen Bischof nach Mähren zu senden, die den Mährern den christlichen Glauben in ihrer eigenen slawischen Sprache bringen könnten. Byzanz lehnte die Entsendung eines Bischofs vorerst ab, sandte jedoch die Gelehrten Kyrill und Method nach Mähren, die 863 mit der von ihnen kodifizierten altslawischen Sprache ankamen. Im selben Jahr ging Ludwig der Deutsche ein Bündnis mit dem bulgarischen Khan Boris I. ein, zog mit einem Heer gegen seinen Sohn Karlmann in Kärnten und unterwarf ihn. Rastislav leistete seinem Verbündeten Karlmann keine Hilfe, womöglich weil er sich aufgrund der von Ludwig verbreiteten Falschmeldungen über einen bulgarisch-fränkischen Angriff auf Mähren bedroht fühlte.
Der ostfränkische Angriff auf Rastislavs Mähren folgte ein Jahr später im August 864. Ludwig plante, die Invasion gemeinsam mit seinem neuen Verbündeten Khan Boris I. durchzuführen, und sicherte sich hierzu auch die Unterstützung des Papstes. Obwohl das bulgarische Militär in letzter Minute seine Teilnahme an der Operation absagte, gelang es Ludwig, einen bedeutenden Sieg über Rastislav zu erringen. Ludwig führte ein großes Heer über die Donau und belagerte Rastislav in der Festung „Dowina“ (oft identifiziert mit der Burg Devín in der heutigen Slowakei). Unfähig, der fränkischen Belagerung zu entkommen, kapitulierte dieser und wurde von Ludwig dazu genötigt, eine große Anzahl hochrangiger mährischer Geiseln an Ludwig zu übergeben. Außerdem gab sich Ludwig nicht allein mit Rastislavs Treueschwur zufrieden, sondern forderte diesen auch von Rastislavs mährischen Magnaten, die einen großen Anteil an der Staatsführung gehabt haben müssen.
Rastislav setzte jedoch auch nach seiner Niederlage 864 seine antifränkische Politik fort. Die Beziehungen zu Byzanz und auch die byzantinische Mission in Mähren blieben unberührt, obwohl sie einer der Hauptgründe für Ludwigs Invasion waren. Rastislav führte seine Bündnisse mit den benachbarten slawischen Stämmen fort, insbesondere mit den Sorben und Tschechen, um sich politisch zu stärken und Ludwig dem Deutschen ein entschiedeneres Eingreifen gegen sich zu erschweren.

### Kirchen- und Kulturpolitik
Hauptartikel:Kyrill von Saloniki, Method von Saloniki und Altkirchenslawische Sprache

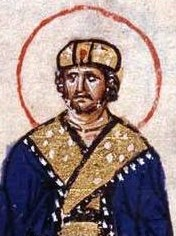
Kaiser Michael III. entsprach 863 Rastislavs Bitte und entsandte byzantinische „Gelehrte“ nach Mähren.

Historiker sehen die Massentaufe der Mährer im Jahr 831 durch den Passauer Bischof Reginhar als den ersten großen Schritt zur Christianisierung Mährens an, die noch unter Fürst Mojmir I. stattfand. Noch im Jahre 852 jedoch bezeichnete eine Mainzer Synode das mährische Christentum als „unfertig“, wohl insbesondere im Hinblick auf dessen Organisation. Die in Mähren tätigen Priester waren unterschiedlicher Herkunft, die meisten bayrischer, andere aber auch italienischer und griechischer, was nicht zur Einheit der kirchlichen Praxis und Lehre beitrug. Auch gab es nicht einmal genügend viele Priester, um den wachsenden Bedarf des mährischen Staates zu decken. Der Historiker Dušan Třeštík urteilt, dass Rastislav sich deshalb entschied, dieses multikulturelle Priesterkonglomerat zu vereinen und sich unterzuordnen, um eine eigene, von den fränkischen Bischöfen unabhängige „Landeskirche“ zu schaffen.
Letztlich strebte Rastislav ein eigenes Erzbistum an. Dieses Ziel konnte aber nicht sofort, sondern nur Schritt um Schritt erreicht werden. Zunächst musste das Land eine ausreichende Anzahl von Gläubigen haben. Unter ihnen musste dann eine Einstimmigkeit in kirchlicher Praxis und Lehre hergestellt und eine einheitliche Organisation geschaffen werden. Dann würde es möglich, für das Land einen Bischof zu ernennen, der vor allem Kirchen und Priester weihen würde. Als letzten Schritt würde der Papst dann einen Erzbischof ernennen können. In einem ersten Schritt begann Rastislav mit der Ordnung des vorgefundenen mährischen Christentums. Zu diesem Zweck wandte sich Rastislav vor 863 zuerst an den Papst in Rom und bat ihn um die Entsendung einer Reihe von „Lehrern“. Da Papst Nikolaus I. zu diesem Zeitpunkt jedoch auf ein Bündnis mit Rastislavs Feind Ludwig dem Deutschen angewiesen war, reagierte er nicht auf dessen Ersuchen.

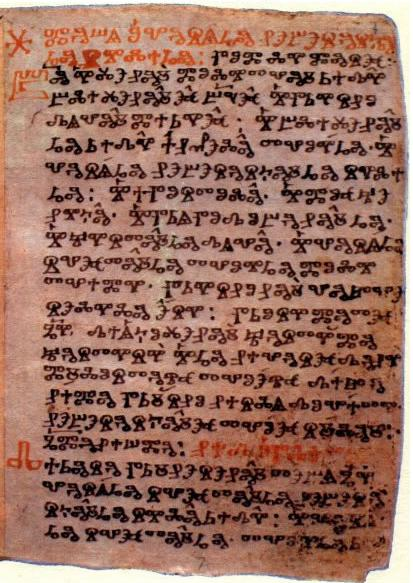
Altslawischer Text in glagolitischer Schrift auf den Kiewer Blättern.

Im Jahr 862 oder 863 (die Quellen lassen beide Zeitangaben zu) richtete Rastislav deshalb, nachdem er sich bei einer Versammlung mit seinen mährischen Magnaten beraten hatte, mit demselben Ansinnen nach christlichen „Lehrern“ auch an den byzantinischen Kaiser Michael III. Dieser entsprach Rastislavs Ersuchen und entsandte die Brüder Konstantin (später Kyrill) und Method mit kleinem Gefolge nach Mähren. Konstantin war ein hochbegabter Gelehrter und Linguist sowie Professor für Philosophie an der kaiserlichen Universität in Konstantinopel. Sein Bruder Method hatte Karriere als byzantinischer Gouverneur eines slawischen Fürstentums gemacht. Auch hatten beide bereits diplomatische Erfahrung als Vermittler zwischen Byzanz und den Chasaren gesammelt. Im Jahr 863 empfing Rastislav die beiden Brüder in Mähren und erlaubte ihnen, in seinem Land zu lehren.
Konstantin und Method bildeten in den folgenden dreieinhalb Jahren mit Unterstützung Rastislavs in Mähren eine bemerkenswerte Anzahl heimischer Priester aus. Begünstigt wurde das Unternehmen, indem die Brüder sich entschlossen, die angehenden mährischen Priester in deren heimischer slawischer Sprache zu unterrichten. Für diese hatten sie ein eigenes Alphabet geschaffen, die sogenannte Glagolitische Schrift, die auf dem griechischen Alphabet gründete. Konstantin und Method übersetzten Teile der Bibel (Evangelien, Apostelgeschichte und Psalmen) sowie die benötigten liturgischen Texte (Credo und Gebete) ins Slawische. Außerdem verfassten sie mit dem Zakon sudnyj ljudem ein kurzes Rechtsbuch, das älteste slawische Rechtsdenkmal. Die Verwendung der slawischen Sprache in der kirchlichen Liturgie verschaffte beiden einen besonderen Vorteil gegenüber den baierischen Priestern, die ihre Messen in Latein zelebrierten und nur über beschränkte Kenntnisse in der Slawischen Sprache verfügten.

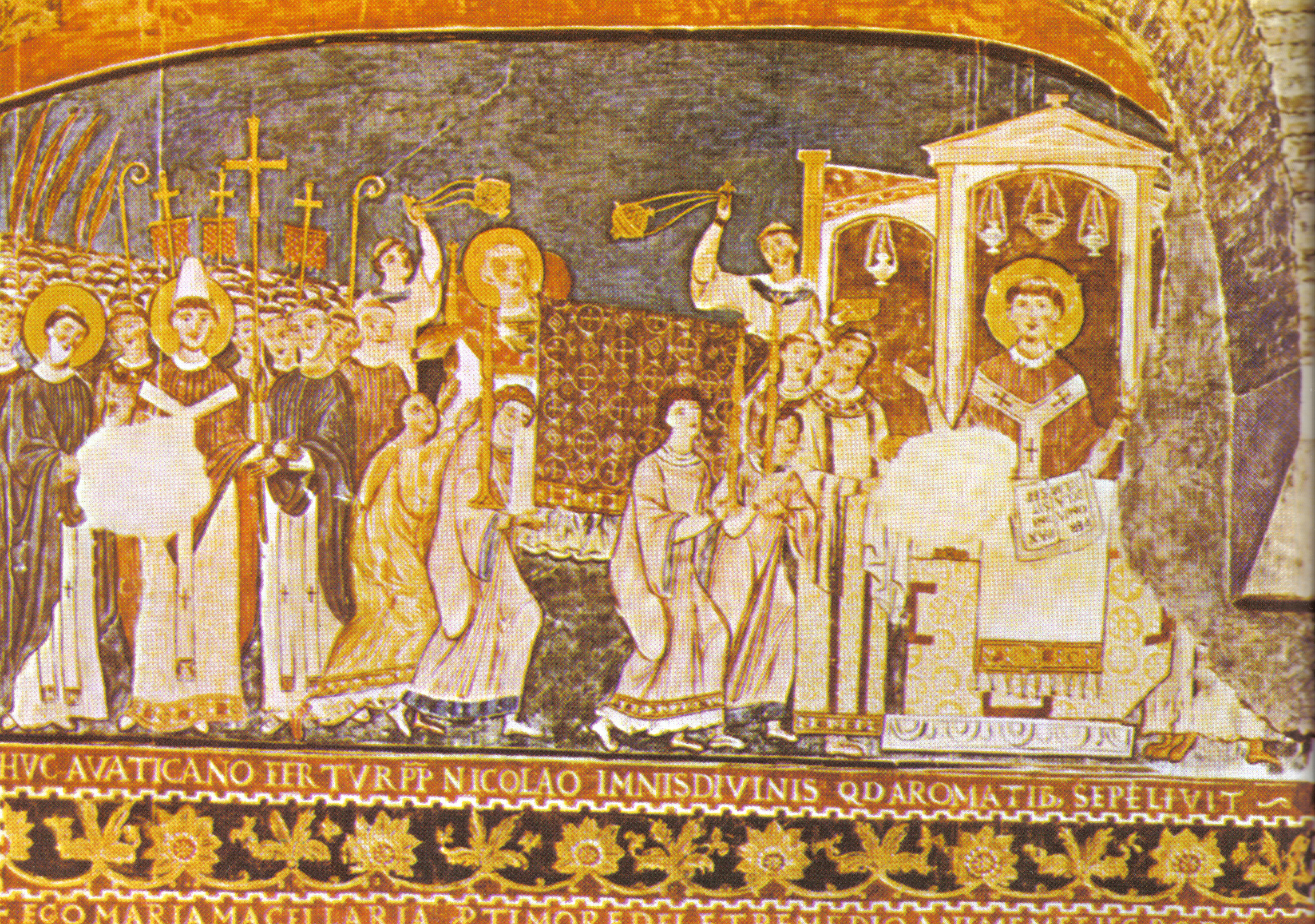
Konstantin und Method bringen den Körper des Heiligen Clemens nach Rom zu Papst Hadrian II. (Fresko in der San Clemente, 11. Jahrhundert.)

Wegen des von ihren bayerischen Konkurrenten erhobenen Vorwurfs der Häresie, der mit dem Gebrauch der einer unkanonischen Sprache begründet wurde, hatten sich die beiden Slawenapostel in Rom zu rechtfertigen. Auf der 867 unternommenen Reise missionierten sie im unterpannonischen Fürstentum Kocels und konnten nach ihrer Ankunft in Rom von Papst Hadrian II. die Anerkennung der slawischen Liturgiesprache und 868 die Ernennung von Methodius zum päpstlichen Legaten von Mähren und Pannonien erreichen. Während Konstantin unter dem Mönchsnamen Kyrill 869 in einem römischen Kloster starb, reiste Methodius nach Mosapurc-Zalavár, von wo ihn Fürst Kocel aber mit dem Auftrag, sich zum Bischof weihen zu lassen, erneut nach Rom zurückschickte. Mit der 870 vollzogenen Erhebung Methodius' zum Erzbischof von Sirmium war die Errichtung einer der Kurie direkt unterstellten, eigenständigen märisch-pannonischen Kirchenprovinz verbunden.

### Ende der Herrschaft

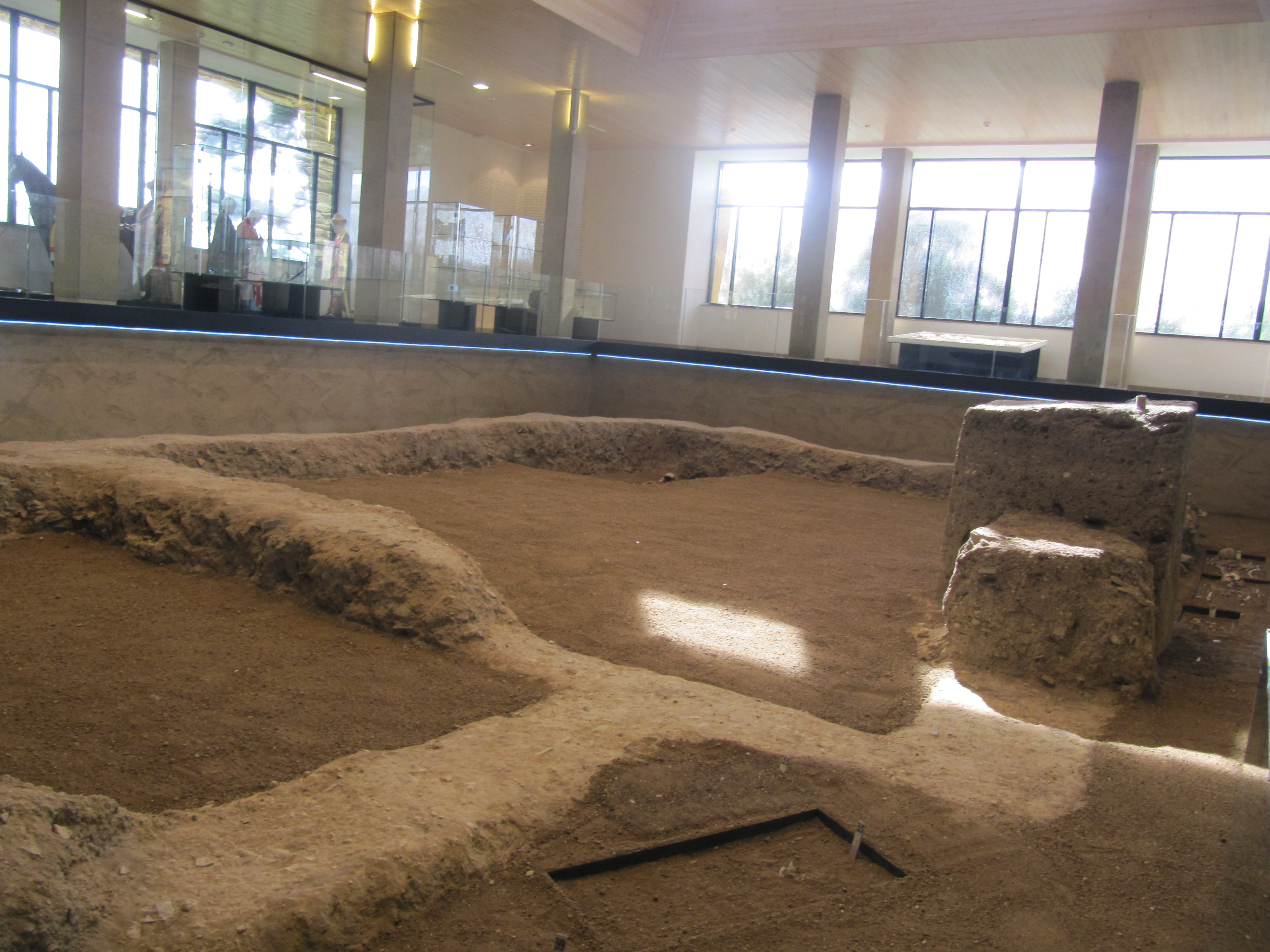
Ausgegrabene Grundsteine einer unbefestigten Siedlung bei Staré Město

Die Mission der beiden hatte tiefgreifende Bedeutung für die weitere kulturelle Entwicklung nicht nur in Mähren, sondern im gesamten östlichen Europa. Vor allem Method erwarb sich Verdienste bei der Ausbildung von Schülern und der Weihe von slawischen Priestern, die im Reich die ersten Messen in Altslawischer Sprache hielten.
Im Februar 868 wurden Method und drei Schüler (der aus der Slowakei stammende Gorazd und die Südslawen Kliment und Naum) in Rom zu Priestern und zwei weitere zu Diakonen geweiht. Im März 868 ließ der Papst schließlich die slawische Liturgiesprache (Altkirchenslawisch) als vierte Sprache in der Westkirche neben Latein, Griechisch und Hebräisch zu – eine Erlaubnis, die bis ins 20. Jahrhundert kein Papst mehr für eine weitere Sprache gab. Im Februar 869 starb Konstantin in Rom.
In Mähren übergab unterdessen Rastislav nach einem erneuten – und erfolglosen – ostfränkischen Angriff das Fürstentum Nitra (d. h. das ganze Ostgroßmähren) seinem Neffen Svatopluk I. von Nitra als Lehen. Es kam de facto zu einer Aufteilung des Mährerreiches in zwei Teile. Sowohl Rastislav als auch Svatopluk mussten dann 868 und 869 weitere Angriffe abwehren. 869 griff Ludwig der Deutsche erneut an. Er kam wieder bis zu Rastislavs Festung und konnte sie wieder nicht erobern.
Etwa zur gleichen Zeit (Anfang 870) ernannte der Papst den 869 nach Mähren zurückgekehrten Method auf Anregung von Koceľ zum Erzbischof von Pannonien und Mähren und nahm es dadurch aus der kirchlichen Zuständigkeit Bayerns heraus. In Mähren entstand damit das erste slawische Erzbistum, und Method war sein erster Erzbischof.
870 verbündete sich Svatopluk mit dem ostfränkischen Reich und erkannte die ostfränkische Oberhoheit über sein Fürstentum Nitra an. Rastislav reagierte mit einem Mordversuch an seinem Neffen. Dieser konnte jedoch Rastislav gefangen nehmen und übergab ihn im November 870 den Ostfranken. Rastislav wurde vor Gericht gestellt und zur Blendung verurteilt. Er wurde dann (zusammen mit Erzbischof Method, der im Frühling 870 auf dem Weg von Rom nach Mähren auf Befehl bayerischer Bischöfe gefangen genommen worden war) in bayerischen Klöstern gefangen gehalten und starb nach 870.
Nach seinem Tod begannen im Mährerreich Streitigkeiten um die Macht. Svatopluk stellte seine Ansprüche, Ludwig gab die Herrschaft über die Slowakei jedoch den ostfränkischen Markgrafen Wilhelm II. und Engelschalk I.

## Rezeption

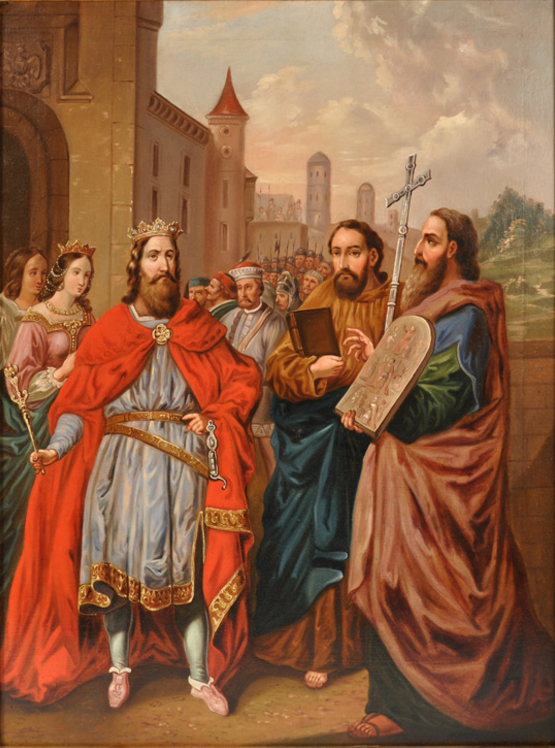
Idealisierte Darstellung von Fürst Rastislav mit Kyrill und Method (Anselm Wisiak, 1863)

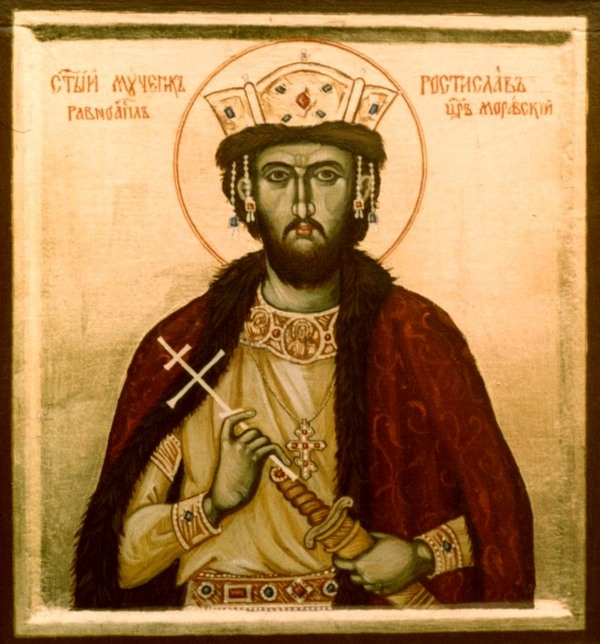
Ikone mit moderner Darstellung von Fürst Rastislav als orthodoxem Heiligen

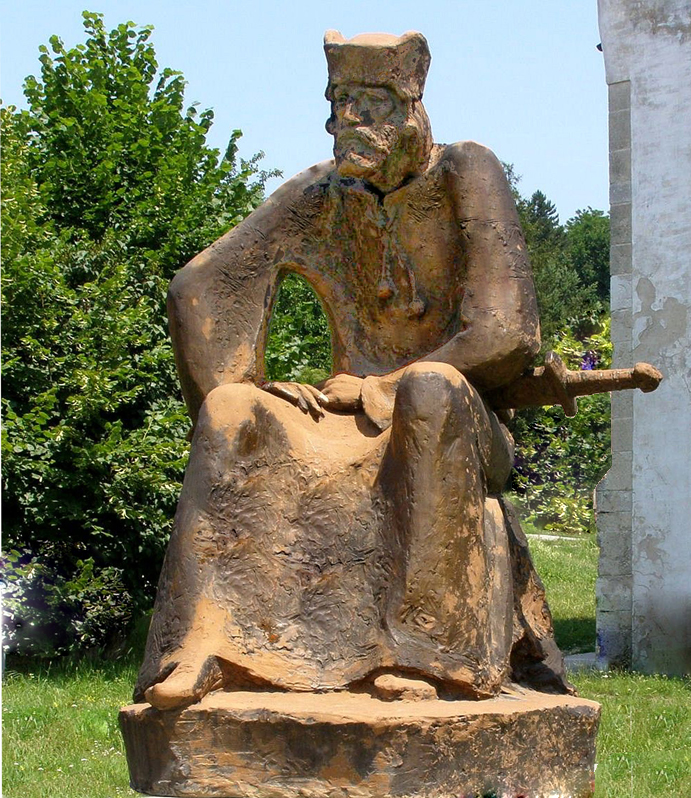
Moderne Statue Fürst Rastislavs in Devín (Ľudmila Cvengrošová, 1988).

Eric J. Goldberg urteilt über Rastislav im Zusammenhang mit dem Urteil der Mainzer Synode von 852, in Mähren herrsche ein „rohes Christentum“:

„Doch weit entfernt davon ein „roher Christ“ zu sein, war Rastislav ein zivilisierter und weiser slawischer Fürst, der alle äußeren Zeichen eines christlichen Königtums zur Verfügung hatte. Obwohl die aufkeimende mährische Kirche von baierischen Missionaren gegründet worden war, konnte Rastislav seine Herrschaft legitimieren, sich selbst zum König machen, und weit verstreute Allianzen mit anderen christlichen Herrschern gegen den ostfränkischen König bilden. Ludwig konnte es sich nicht leisten, dass sich ein unabhängiges slawisches Königreich in seinem Hinterhof herausbildet. Rastislav musste unter Kontrolle gebracht werden.“

Im Jahr 1994 wurde Rastislav von der Tschechischen und Slowakischen Orthodoxen Kirche in Prešov heiliggesprochen.